# اوبرودوویس
اوبرودوویس (به لاتین: Ubrodowice) یک روستا در لهستان است که در Gmina Hrubieszów واقع شده‌است.

## خصوصیات
اوبرودوویس ۳۲۴ نفر جمعیت دارد و ۲۱۵ متر بالاتر از سطح دریا واقع شده‌است.